# フランク・ノックス

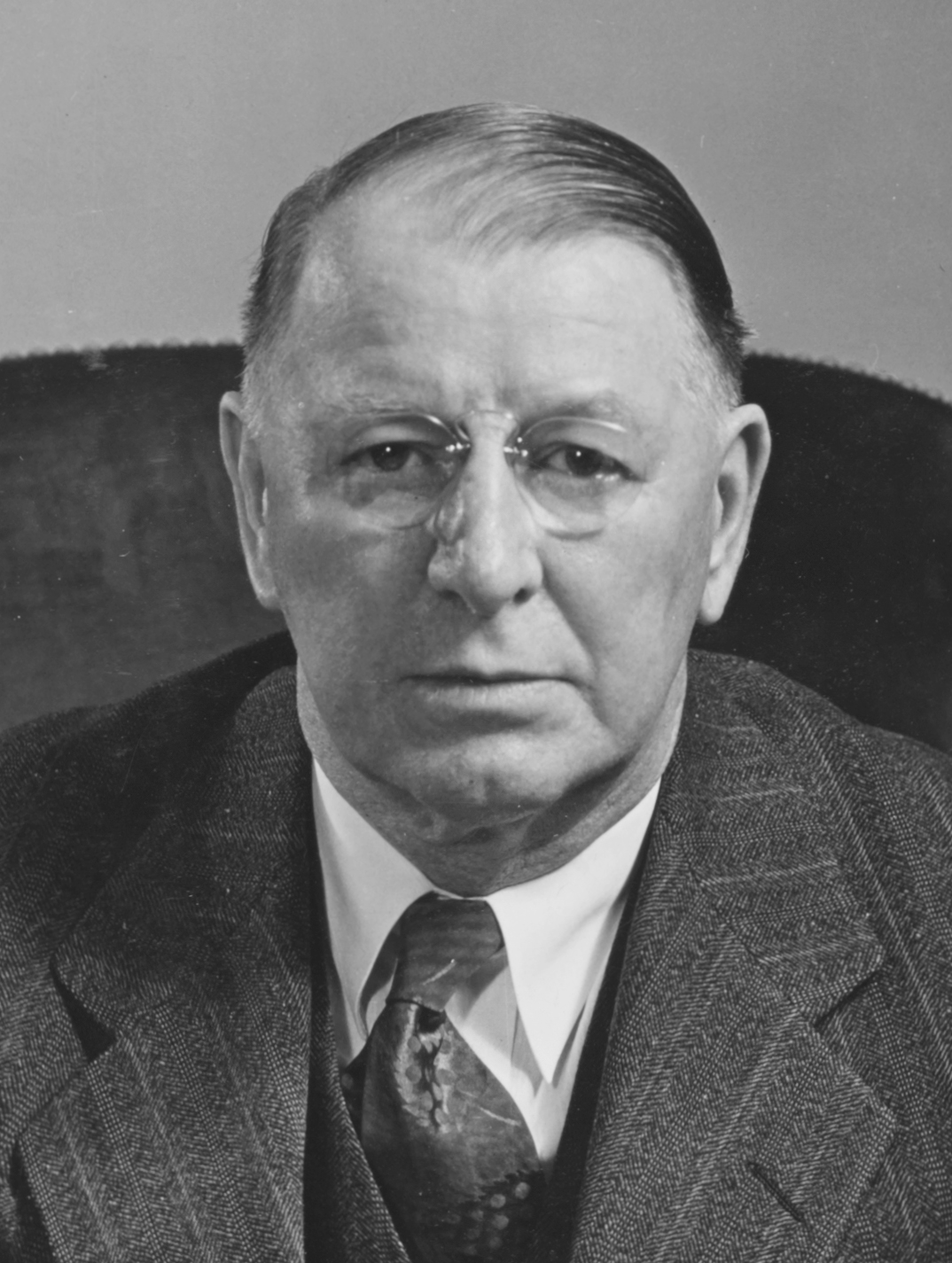
フランク・ノックス(1943年)

ウィリアム・フランクリン・ノックス（William Franklin Knox, 1874年1月1日 - 1944年4月28日）は、アメリカ合衆国の政治家、実業家。1936年に共和党の副大統領候補として大統領選挙に出馬し、1940年から1944年までフランクリン・ルーズベルト大統領の下で第46代アメリカ合衆国海軍長官を務めた。

## 生い立ちと家族
1874年1月1日、ノックスはマサチューセッツ州ボストンにおいて、ウィリアム・ノックス（William E. Knox）とサラ・バーナード（Sarah C. Bernard）の間に生まれた。ノックスはミシガン州のアルマ大学で学び、ゼータ・シグマ・フラタニティを設立した。
ノックスは1899年にミシガン州グランドラピッズでアニー・レイド（Annie Reid、1875年 - 1958年）と結婚した。2人の間には以下の子供が生まれた。
- エリス・ノックス（Elyse Knox, 1917 - ） - 女優。

## 米西戦争から第一次世界大戦まで
1898年に米西戦争が勃発すると、ノックスはセオドア・ルーズベルト率いる第一義勇騎兵連隊ラフ・ライダーズに参加し、キューバでの戦闘に参加した。
米西戦争終戦後、ノックスはミシガン州グランドラピッズに移り、新聞記者となった。そしてその後、ノックスは複数の新聞社を所有するまでに成長した。ノックスは1912年の大統領選挙において、進歩党から立候補したセオドア・ルーズベルトを支持した。ノックスはこの大統領選挙において、ルーズベルトの唯一の支持者であった。
第一次世界大戦が勃発すると、ノックスは合衆国の軍備増強と大戦への参戦を主張した。合衆国が大戦に参戦すると、ノックスはフランスにおいて砲兵隊の将校を務めた。

## 1936年の大統領選挙
1930年、ノックスはイリノイ州シカゴにおいて、シカゴ・デイリー・ニュースの発行者、および所有者の1人となった。活動的な共和党員であったノックスは、1936年の大統領選挙において共和党副大統領候補として指名を受けた。ノックスは大統領候補アルフレッド・ランドンとともに、財政赤字の増加と政府の効率の悪さを批判し、現職の大統領フランクリン・ルーズベルトに対抗した。しかしながらその結果は、わずかにメイン州とバーモント州の2州で勝利しただけで、ルーズベルトの地滑り的勝利に終わった。
だがその一方でノックスは、ルーズベルト大統領のニューディール政策の多く、とりわけ社会保障政策を支持していた。また国際主義者としてイギリスへの経済支援にも賛成していた。選挙後、ノックスは民主党との垣根を越えて、外交・国防政策の改善を求める超党派の提言を作成した。

## 海軍長官

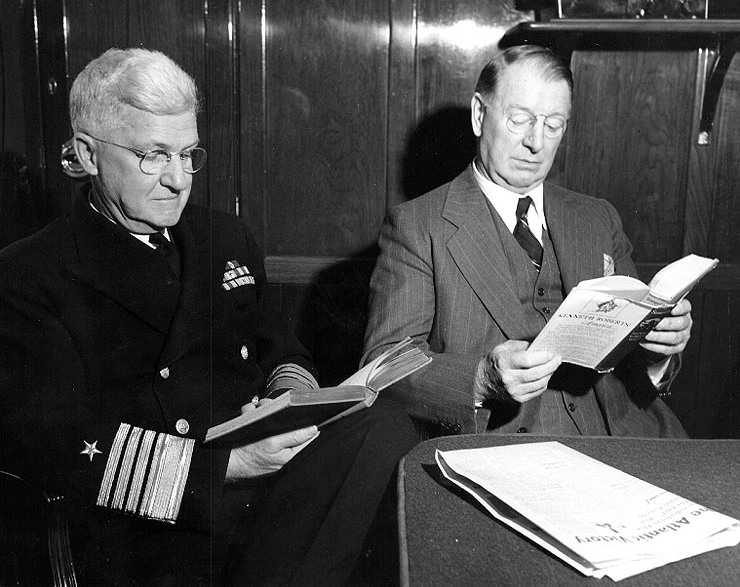
左からハロルド・スターク、フランク・ノックス(1943年)

第二次世界大戦開戦後の1940年7月、ルーズベルト大統領はノックスを第46代アメリカ合衆国海軍長官に任命した。ノックスは海軍長官として、合衆国海軍を拡張し、大西洋と太平洋で同時に戦闘を展開できるだけの戦力確保を推し進めた。だが海軍の統制権については海軍作戦部長アーネスト・キングがその大部分を掌握しており、キングは海軍の作戦の全容をノックスに知らせずにいた。ノックスは軍備の調達を管理することでキングの行動を制限することができたが、民間に関わる海軍事務については海軍次官ジェームズ・フォレスタルに一任した。
1942年6月にドイツの親衛隊大将ラインハルト・ハイドリヒが暗殺された際、ノックスはチェコの小村リディツェで発生したドイツ国防軍による民間人虐殺について、公式発言として次のように述べた。
「何のために（第二次世界大戦を）戦ったのか」と将来の世代が尋ねたとき、私たちはリディツェの話をするでしょう。

## 晩年
ノックスは自由な時間を多く確保することができたので、海軍長官の事務作業の傍らで、シカゴ・デイリー・ニュース社の経営業務を行った。だが1944年4月28日、ノックスはワシントンD.C.において心臓発作によって急死した。ノックスの遺体はアーリントン国立墓地に埋葬された。
ノックスの死後、その功績を称えて、ギアリング級駆逐艦の13番艦「フランク・ノックス」（DD-742）にその名が付けられた。ノックスの妻アニーは、フランク・ノックス記念奨学金を創設した。この奨学金により、イギリス連邦に加盟する諸国の学生は、大学院研究のためにハーバード大学で学ぶことができる。